# Пурвадарминта, В.Й.С.
Пурвадарминта, Вилфридус Йозефус Сабария (индон. Wilfridus Josephus Sabariya Poerwadarminta); (12 сентября 1904, Джокьякарта — 28 октября 1968, Джокьякарта) — индонезийский лексикограф и писатель.

## Биография и творчество
Родился в семье одного из высокопоставленных придворных султана Джокьякарты (Конюший). В 1919 году окончил начальную школу для туземцев в Кинтелане (Джокьякарта), в 1923 году — католический педагогический колледж в Амбараве. Проявлял большое старание в учёбе, занимался также танцами и музыкой. Затем работал учителем в ряде школ и одновременно подрабатывал гидом для иностранных туристов, приезжавших в Джокьякарту. В 1930 году вместе с коллегами издал Словарь яванского языка, а также учебник древнего яванского языка (кави).
Преподавал яванский и индонезийский языки в Японии (1932—1938), одновременно посещал лекции по экономике и английскому языку в Университете Софии.
По возвращении на родину работал в издательстве «Фолькслектур» (в последующем «Балей Пустака») редактором журнала на яванском языке «Кеджавен».
Во время японской оккупации был переводчиком военной полиции Императорской армии Японии (Кэмпэйтай), редактировал журнал «Панджи Пустака», издал «Японско-индонезийский словарь повседневной лексики» и учебник японского языка.
В 1946 году направлен правительством независимой Индонезии на работу в Джакартский музей (ныне Национальный музей Индонезии), в 1949 году — в Институт исследований языка и культуры, в 1953 году — в Университет Индонезия, где создал свой основной труд «Толковый словарь индонезийского языка», выдержавший с 1954 года более десяти изданий.
Кроме лексикографии Пурвадарминта известен как писатель. Его перу принадлежат сборник поэзии «Di Mana Tempat Bahagia», повести «Pacoban», «Tiga Kelamin», «Membela Kewadjiban», «Sadar akan Dirinja», пьесы «Azaz Hidup» и «Bangsacara dan Ragapadmi».

## Награды
- Награда индонезийского правительства за заслуги в области культуры (Satya Lencana Kebudayaan) (1970, посмертно)

## Семья
- Отец Раден Нгабехи Кудавихарья

## Основные публикации
- W J S Poerwadarminta, C.S. Hardjosoedarmo dan J.Chr. Pujosudiro. Bau Sastra Jawa (1930)
- W J S Poerwadarminta. Mardi Kawi (1930)
- W J S Poerwadarminta.Kawi Djarwa (1931)
- W J S Poerwadarminta. Baoesastra Djawi-Indonesia. Batavia; J.B. Wolters, 1939
- W J S Poerwadarminta. Puntja Bahasa Nippon (1943)
- W J S Poerwadarminta. Kamus Harian Jepang-Indonesia (1943)
- W J S Poerwadarminta; A Teeuw .Indonesisch-Nederlands woordenboek, Groningen: J.B. Wolters, 1950.
- W J S Poerwadarminta. Logat ketjil bahasa Indonesia. Djakarta: Groningen, J.B. Wolters, 1951.
- S Wojowasito; W J S Poerwadarminta; S A M Gaastra. Kamus bahasa Inggeris-Indonesia. Amsterdam: W. Versluys, 1952.
- W J S Poerwadarminta. Kamus Umum Bahasa Indonesia (1954)
- S Wojowasito; W J S Poerwadarminta. Kamus bahasa Indonesia-Inggeris (Indonesian-English dictionary).Djarkarta: Tiara [1964]
- K Prent; J Adisubrata; W J S Poerwadarminta; J Kramers. Kamus Latin-Indonesia. Semarang: Penerbitan Jajasan Kanisius, 1969.
- S Woyowasito; W J S Poerwadarminta; Tito W Woyowasito. Kamus lengkap, Inggeris-Indonesia, Indonesia-Inggeris: dengan ejaan yang disempurnakan. Bandung: Hasta, 1982.